# Campionati europei di nuoto in vasca corta 2010 - 50 metri farfalla femminili
Le qualifiche per la semifinale si sono svolte la mattina del 26 novembre 2010, mentre la semifinale e le finali si sono svolte la sera dello stesso giorno.

## Medaglie
| Posizione | Atleta              | Paese       |
| --------- | ------------------- | ----------- |
| Oro       | Inge Dekker         | Paesi Bassi |
| Argento   | Hinkelien Schreuder | Paesi Bassi |
| Bronzo    | Triin Aljand        | Estonia     |

## Record
Prima della manifestazione il record del mondo (RM), il record europeo (EU) e il record dei campionati (RC) erano i seguenti.
| Record mondiale       | 24.38 | Therese Alshammar Svezia        | 22 novembre 2009 Singapore         |
| Record europeo        | 24.38 | Therese Alshammar Svezia        | 22 novembre 2009 Singapore         |
| Record dei campionati | 25.00 | Hinkelien Schreuder Paesi Bassi | 11 dicembre 2009 Istanbul, Turchia |
| Record dei campionati | 25.00 | Inge Dekker Paesi Bassi         | 11 dicembre 2009 Istanbul, Turchia |

Durante la competizione non sono stati migliorati record.

## Risultati batterie
| Pos. | Atleta                | Nazionalità | Tempo       | Batteria    | Corsia      | Note        |
| ---- | --------------------- | ----------- | ----------- | ----------- | ----------- | ----------- |
| 1    | Inge Dekker           | Paesi Bassi | 25.45       | 5           | 4           |             |
| 2    | Triin Aljand          | Estonia     | 25.64       | 5           | 5           |             |
| 3    | Hinkelien Schreuder   | Paesi Bassi | 25.79       | 4           | 4           |             |
| 4    | Marleen Veldhuis      | Paesi Bassi | 26.13       | 4           | 6           |             |
| 5    | Amit Ivri             | Israele     | 26.15       | 3           | 5           |             |
| 6    | Kimberly Buys         | Belgio      | 26.40       | 5           | 3           |             |
| 7    | Ingvild Snildal       | Norvegia    | 26.48       | 3           | 4           |             |
| 8    | Fabienne Nadarajah    | Austria     | 26.55       | 4           | 5           |             |
| 8    | Lisa Vitting          | Germania    | 26.55       | 4           | 2           |             |
| 10   | Iryna Niafedava       | Bielorussia | 26.58       | 5           | 7           |             |
| 11   | Nadiya Koba           | Ucraina     | 26.59       | 4           | 8           |             |
| 12   | Melanie Schweiger     | Svizzera    | 26.70       | 4           | 7           |             |
| 13   | Elena Gemo            | Italia      | 26.82       | 5           | 6           |             |
| 14   | Eszter Dara           | Ungheria    | 26.96       | 3           | 3           |             |
| 15   | Katja Hajdinjak       | Slovenia    | 27.01       | 3           | 8           |             |
| 16   | Laura Letrari         | Italia      | 27.03       | 5           | 2           |             |
| 16   | Valentina Artemyeva   | Russia      | 27.03       | 5           | 1           |             |
| 18   | Iris Rosenberger      | Turchia     | 27.05       | 3           | 2           |             |
| 19   | Katarina Milly        | Slovacchia  | 27.12       | 3           | 1           |             |
| 20   | Sara Freitas Oliveira | Portogallo  | 27.16       | 4           | 1           |             |
| 21   | Valery Svigir         | Croazia     | 27.20       | 5           | 8           |             |
| 22   | Lisa Zaiser           | Austria     | 27.28       | 2           | 1           |             |
| 23   | Aurore Mongel         | Francia     | 27.48       | 4           | 3           |             |
| 24   | Bryndis Hansen        | Islanda     | 27.49       | 2           | 2           |             |
| 25   | Ragnarsdottir         | Islanda     | 27.59       | 2           | 4           |             |
| 26   | Alzbeta Rehorkova     | Rep. Ceca   | 27.61       | 2           | 7           |             |
| 27   | Anna Schegoleva       | Cipro       | 27.77       | 1           | 2           |             |
| 28   | Jasmin Rosenberger    | Turchia     | 27.83       | 2           | 3           |             |
| 28   | Anna Santamans        | Francia     | 27.83       | 2           | 6           |             |
| 30   | Mathilde Cini         | Francia     | 27.87       | 1           | 5           |             |
| 31   | Verena Klocker        | Austria     | 27.91       | 1           | 4           |             |
| 32   | Henriette Brekke      | Norvegia    | 28.08       | 2           | 8           |             |
| 33   | Monica Johannessen    | Norvegia    | 28.29       | 2           | 5           |             |
| 34   | Nicol Samsonyk        | Israele     | 28.99       | 1           | 6           |             |
| 34   | Shir Wasserman        | Israele     | 28.99       | 1           | 7           |             |
|      | Ranomi Kromowidjojo   | Paesi Bassi | non partita | non partita | non partita | non partita |
|      | Elena Di Liddo        | Italia      | non partita | non partita | non partita | non partita |
|      | Katharina Stiberg     | Norvegia    | non partita | non partita | non partita | non partita |

## Semifinali
| Pos. | Atleta              | Nazionalità | Tempo | Batteria | Corsia | Note |
| ---- | ------------------- | ----------- | ----- | -------- | ------ | ---- |
| 1    | Inge Dekker         | Paesi Bassi | 25.73 | 2        | 4      |      |
| 2    | Amit Ivri           | Israele     | 25.98 | 1        | 5      |      |
| 3    | Triin Aljand        | Estonia     | 26.01 | 1        | 4      |      |
| 4    | Hinkelien Schreuder | Paesi Bassi | 26.06 | 2        | 5      |      |
| 5    | Ingvild Snildal     | Norvegia    | 26.09 | 1        | 3      |      |
| 6    | Fabienne Nadarajah  | Austria     | 26.10 | 2        | 6      |      |
| 7    | Elena Gemo          | Italia      | 26.24 | 1        | 7      |      |
| 8    | Lisa Vitting        | Germania    | 26.44 | 1        | 6      |      |
| 9    | Kimberly Buys       | Belgio      | 26.45 | 2        | 3      |      |
| 10   | Nadiya Koba         | Ucraina     | 26.52 | 1        | 2      |      |
| 11   | Valentina Artemyeva | Russia      | 26.53 | 1        | 8      |      |
| 12   | Melanie Schweiger   | Svizzera    | 26.64 | 2        | 7      |      |
| 13   | Eszter Dara         | Ungheria    | 26.67 | 2        | 1      |      |
| 14   | Iryna Niafedava     | Bielorussia | 26.79 | 2        | 2      |      |
| 15   | Katja Hajdinjak     | Slovenia    | 26.87 | 1        | 1      |      |
| 16   | Laura Letrari       | Italia      | 26.97 | 2        | 8      |      |

## Finale
| Pos. | Atleta              | Nazionalità | Tempo | Corsia | Note |
| ---- | ------------------- | ----------- | ----- | ------ | ---- |
|      | Inge Dekker         | Paesi Bassi | 25.38 | 4      |      |
|      | Hinkelien Schreuder | Paesi Bassi | 25.49 | 6      |      |
|      | Triin Aljand        | Estonia     | 25.90 | 3      |      |
| 4    | Amit Ivri           | Israele     | 26.04 | 5      |      |
| 5    | Ingvild Snildal     | Norvegia    | 26.10 | 2      |      |
| 6    | Fabienne Nadarajah  | Austria     | 26.25 | 7      |      |
| 7    | Elena Gemo          | Italia      | 26.31 | 1      |      |
| 8    | Lisa Vitting        | Germania    | 26.39 | 8      |      |